# Barbarí (pan)

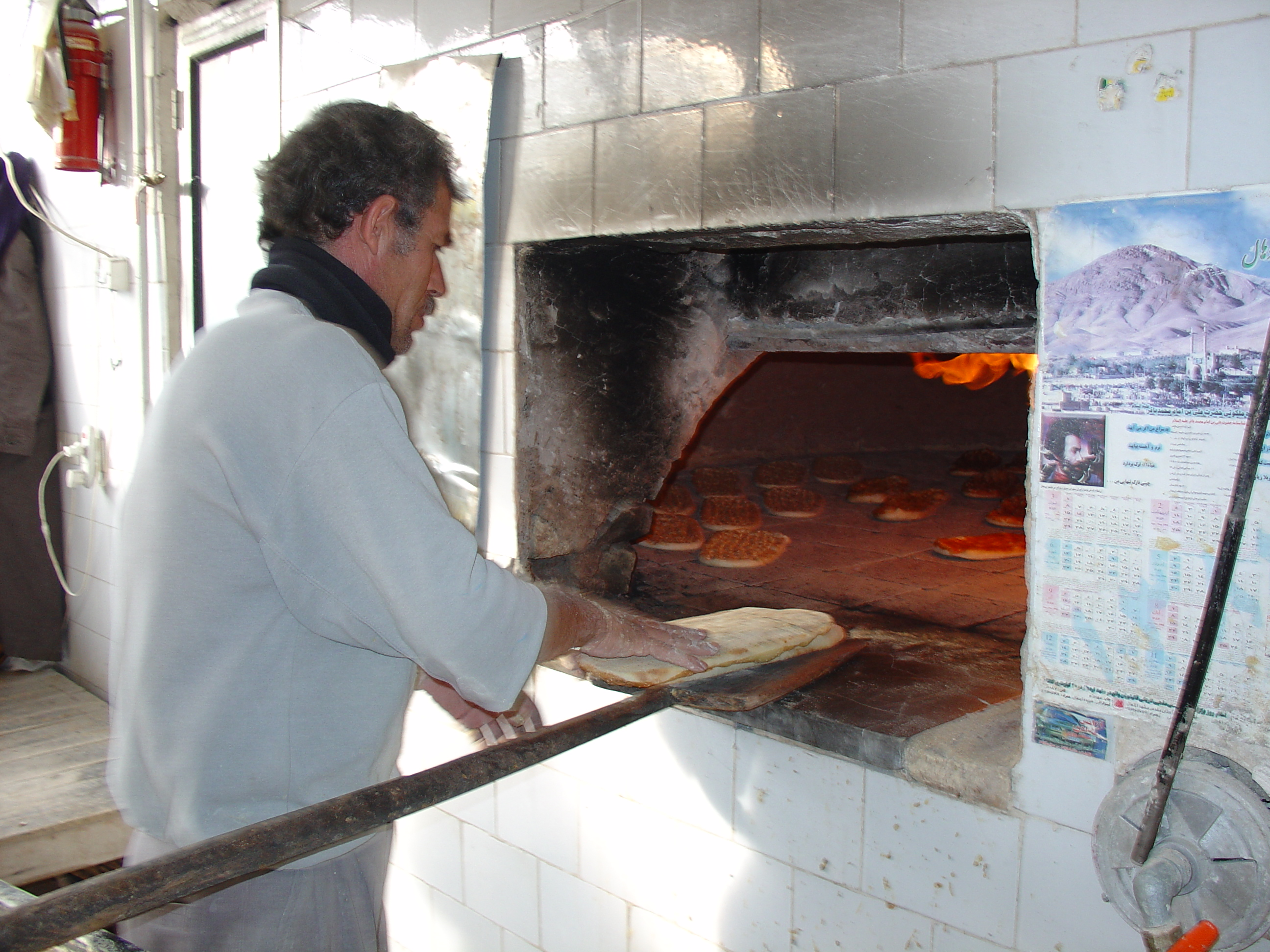
Un panadero horneando barbarí en un horno tradicional

El barbarí (en persa: نان بربری‎ translit. nān-e barbari) es un tipo de pan plano persa. Es uno de los panes planos más gruesos. Es extensamente conocido como "Persian Flatbread" en los Estados Unidos y Canadá.

## Etimología
Barbarí es un término iraní obsoleto que hace referencia a las personas de etnia Hazara que viven en Jorasán. Este tipo de pan fue horneado por primera vez por los Hazaras y llevado a Teherán, haciéndose popular durante la Dinastía Kayar. Los Hazaras ya no son conocidos como barbaríes (es decir, "bárbaros"), pero el pan se sigue llamando nān-e barbari en Irán; los Hazaras, sin embargo, se refieren a este pan como nān-e tanoori (pan hecho al horno tandoori).

## Elaboración y forma
El pan tiene normalmente un longitud de 70 a 80cm y un ancho de 25 a 30cm. Es el tipo de forma que más se hornea en Irán. Se sirve en muchos restaurantes acompañado de queso Lighvan, un tipo de queso de leche de oveja similar al queso feta.